# Daucus sahariensis
Carotte du Sahara
Espèce
Statut de conservation UICN

LC : Préoccupation mineure
Daucus sahariensis, en français la Carotte du Sahara, est une espèce de plantes à fleurs annuelle ou bisannuelle de la famille des Apiaceae et du genre Daucus, originaire d'Afrique du Nord.

## Taxonomie
L'espèce est décrite en premier par Auguste Nicolas Pomel en 1874, qui la classe dans le genre Platyspermum sous le nom binominal Platyspermum pubescens. L'espèce est classée dans le genre Daucus par Svante Samuel Murbeck en 1897, sous le nom correct Daucus sahariensis,,,.
Daucus sahariensis a pour synonymes :
- Daucus pubescens Batt., 1889[1],[2]
- Daucus sahariensis var. elongatus Hochr., 1904[2],[3]
- Platyspermum pubescens Pomel, 1874[1],[2],[3],[4]

Elle est appelée en français « Carotte du Sahara »,.

## Description

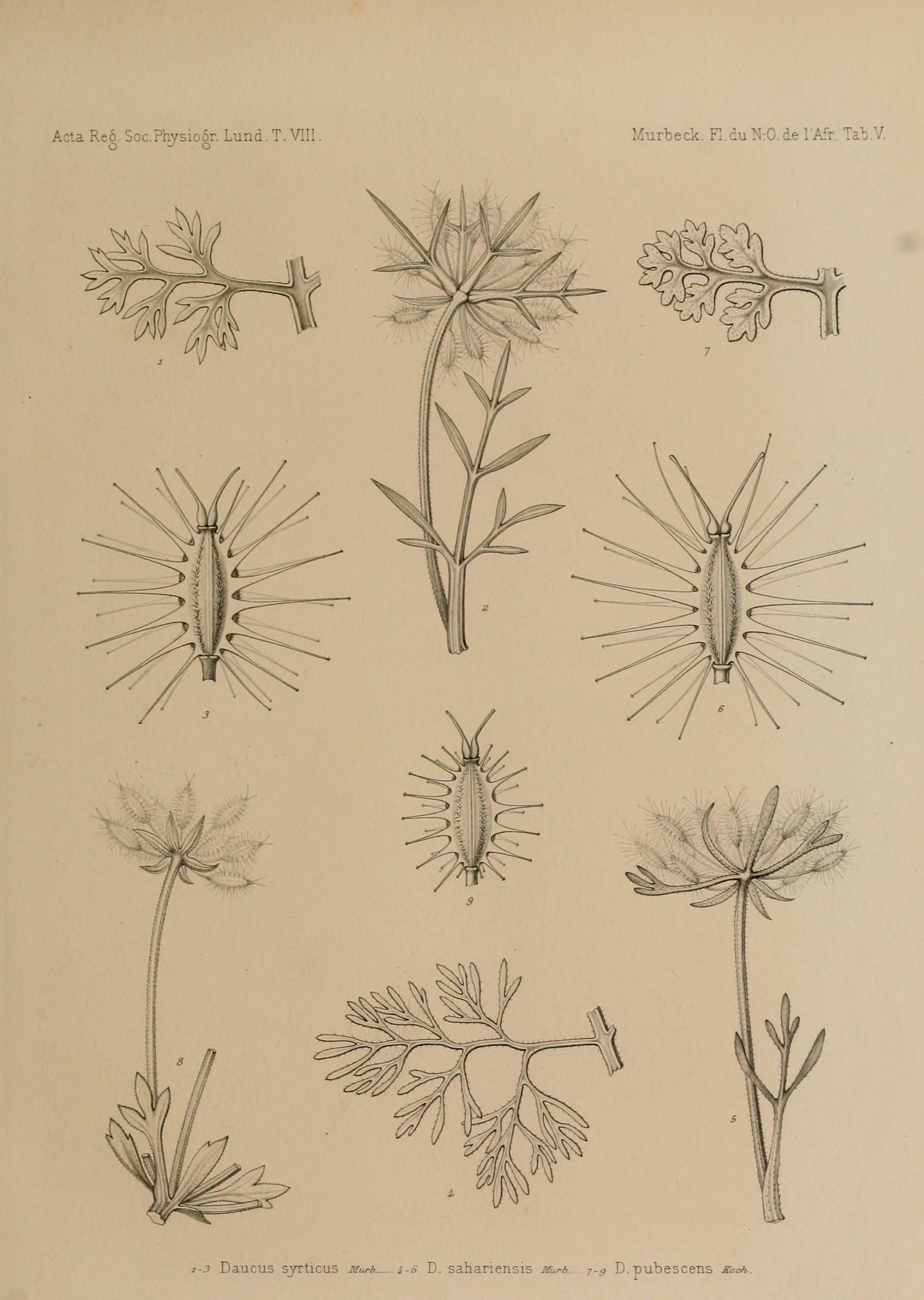
Illustration botanique, avec à gauche Daucus syrticus, au centre Daucus sahariensis et à droite Daucus pubescens.

### Appareil végétatif

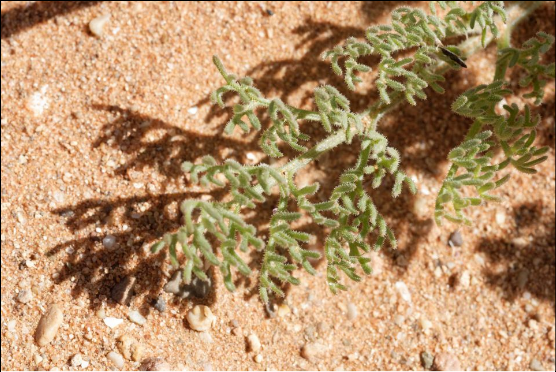
Détail de la feuille.

C'est une plante annuelle ou bisannuelle, de 5 à 30 cm, dressée ou rampante-décombante, entièrement scabre et pubescente de poils courts rétrorses de plus ou moins 0,5 mm. Les feuilles sont scabres et hispides, 3 à 4 pennatiséquées, à 4 ou 5 paires de segments divisés, à lobes filiformes, obtus, larges de 0,2 à 0,3 mm, les feuilles caulinaires semblables et réduites.

### Appareil reproducteur
Les ombelles sont pédonculées, petites (d'un diamètre de 2 à 6 cm), non contractées à la fructification, à 5 à 15 rayons inégaux, inférieurs ou égaux aux 3 à 9 bractées entières ou divisées, les lobes terminaux ou médians un peu élargis (d'une largeur de 0,5 à 0,8 mm) ; les ombellules ont les rayons inégaux, inférieurs ou égaux au 3 à 5 bractéoles, sétacées, indivises. Les fleurs ont les sépales invisibles, et les pétales blancs ou jaunâtres, bilobés et non-rayonnants.
Le fruit, de 3,5 à 4,5 mm, est ellipsoïde et étroit, à style long, supérieur au stylopode. Les méricarpes sont à côtes primaires à deux rangs de poils courts ; les côtes secondaires possèdent entre 10 et 12 aiguillons fins, rigides, non ou peu confluents à la base, blancs, glochidiés à l'apex, 1,5 à 2 fois supérieurs à leur largeur.

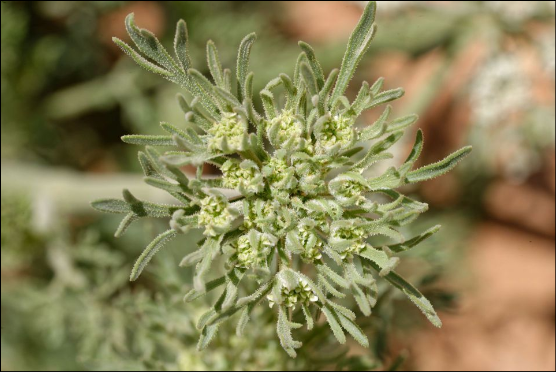
Inflorescence immature.
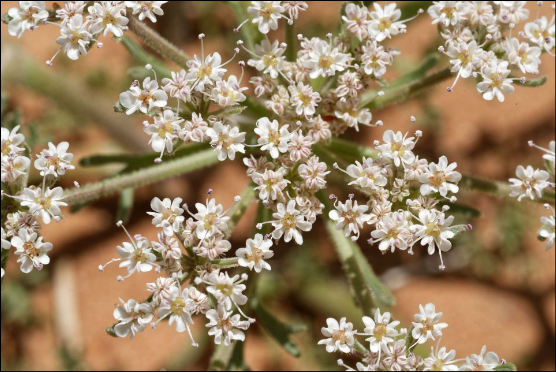
Fleurs.
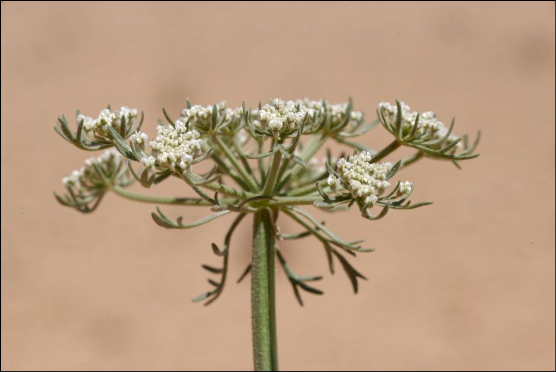
Ombelle vue de profil.
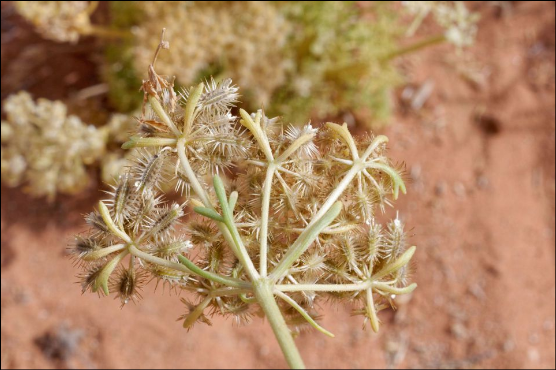
Ombelle en fruits vue du dessous.
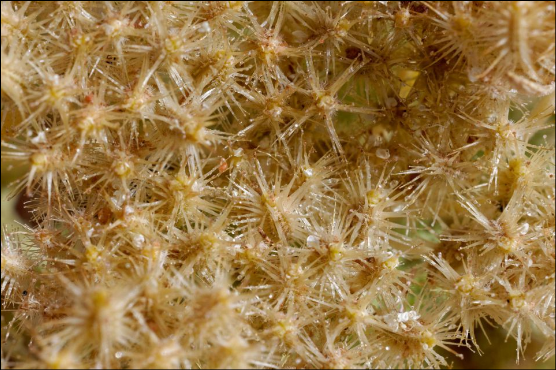
Détail des fruits.

### Confusions possibles
Daucus sahariensis peut être facilement confondue avec Daucus biseriatus qui occupe le même type de milieux, plus arides encore. Elle s'en distingue par ses bractées involucrales inférieurs aux rayons de l'ombelle, contre plus longs chez D. biseriatus, et surtout par les méricarpes à côtes secondaires à aiguillons sur deux rangs, contre sur un seul rang pour D. biseriatus.

## Habitat et répartition

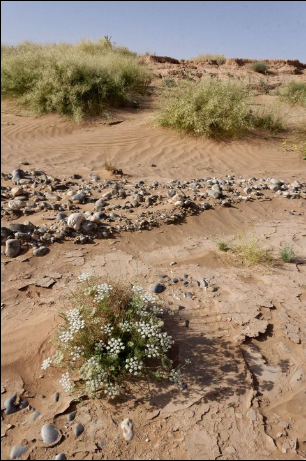
Carotte du Sahara dans son habitat.

L'espèce est indigène en Algérie, au Maroc, en Tunisie, en Libye et dans la Péninsule du Sinaï,. Elle pousse dans les déserts et les prairies, se trouve dans les sols rocheux et les pâturages du désert. Elle est présente de 150 à 1 200 m d'altitude.

## Composants et usages
Il s'agit d'un parent sauvage et d'un donneur de gènes potentiel pour la Carotte cultivée.
Daucus sahariensis est une plante médicinale reconnue surtout pour ses huiles essentielles obtenues par distillation à partir de ses feuilles et de ses fruits. Ses principaux constituants sont la myristicine (34.3%), l'alphapinène (5.4%), l'acétate de cischrysanthenyl (5.3%) et l'épi-alpha-bisabolol (4.8%). La myristicine est une substance hautement toxique pour le système nerveux, aux vertus euphorisantes et narcotiques, mais qui provoque également des convulsions. Cependant, les extraits méthanoliques des myristicines ont montré une augmentation  de l'apoptose et une diminution de la leucémie, et la prolifération des cellules de neuroplastome. L'alphapinène est reconnu pour ses propriétés antiseptiques, anti-inflammatoires et expectorantes. L'industrie pharmaceutique a souvent recours a cette molécule efficace pour le traitement des affections respiratoires (rhume, toux, bronchite). L’alphapinène possède d’autres propriétés biologiques telles que les activités bactéricide, antivirale, antiseptique, anti-œdémateuse et expectorante.